# Buresium tenue
Buresium tenue är en stekelart som beskrevs av Boucek 1983. Buresium tenue ingår i släktet Buresium och familjen kragglanssteklar. Inga underarter finns listade.